# Silvertistel
Silvertistel (Carlina acaulis L. 1753) är en art inom spåtistelsläktet
Arten når en höjd av 10 till 30 centimeter och bladen har tand- eller taggliknande utskott. Kronbladen har en silvervit färg. Blomställningens inre del är ätlig. Silvertistel hittas ofta glest fördelad på torra ängar, vid vägarnas kanter eller på slänter. Den blommar mellan juli och september. Artens rötter används i den traditionella medicinen för att öka svettkörtlarnas aktivitet samt för en ökad produktion av urin.

## Alternativt namn
- Backtistel [2]